# Nemapogon nigralbella
Nemapogon nigralbella är en fjärilsart som beskrevs av Philipp Christoph Zeller 1839. Nemapogon nigralbella ingår i släktet Nemapogon och familjen äkta malar.
Artens utbredningsområde är Tyskland. Inga underarter finns listade i Catalogue of Life.